# Kingorō Hashimoto
Kingorō Hashimoto (橋本 欣五郎, Hashimoto Kingorō, 19 février 1890 – 29 juin 1957) est un colonel de l'armée impériale japonaise et un homme politique japonais.

## Début de carrière
Hashimoto est né dans la ville d'Okayama. Il est diplômé de la 23e classe de l'académie de l'armée impériale japonaise en 1911. Il a reçu un diplôme de l'école militaire impériale du Japon en 1920. En avril 1922, il fut affecté à l'armée du Guandong en Mandchourie et fut posté à Harbin. En 1923, il fut envoyé en mission spéciale à Manzhouli, près de la frontière avec l'Union soviétique. De septembre 1927 à juin 1930, il fut attaché militaire en Turquie. À son retour au Japon, il est entré à l'état-major de l'armée impériale japonaise, et a dirigé un département d'études russes. Il fut promu colonel en août 1930 et devint instructeur à l'académie militaire en octobre.

## Engagement politique
À partir du milieu des années 1930, Hashimoto s'est de plus en plus impliqué dans la politique, il a activement participé à diverses tentatives de coups d'état et a fondé des sociétés secrètes radicales au sein de l'armée.
Hashimoto a activement participé à l'incident de mars en 1931. Lui et le capitaine Chō Isamu ont secrètement formé le Sakurakai (Société des Fleurs de Cerisier), un groupe qui désirait une réforme politique avec : l'élimination du système des partis politiques par un coup d'état et l'établissement d'un nouveau gouvernement basé sur le socialisme d’État, afin d'en finir avec la corruption prétendue de la politique, de l'économie, et de la pensée. La tentative a échoué, mais Hashimoto, avec Chō Isamu, Okawa Shumei et Sadao Araki, a organisé un autre coup d'état, l'incident des couleurs impériales. Tous les conspirateurs furent arrêtés et transférés à d'autres fonctions. Il y eut également des soupçons de l'implication de lui et d'Araki dans une autre tentative, l'incident de l'académie militaire.
En dépit de ces échecs, Hashimoto a continué à exercer en tant que penseur radical pendant la Seconde Guerre mondiale. Il fut impliqué dans la Taisei Yokusankai (Association de soutien à l'autorité impériale). Il proposait une dictature nationaliste à parti unique, fondée sur le socialisme. Les partisans du militarisme ont reçu un important appui des industriels, mais également des officiers radicaux de l'armée qui étaient conscients de la volonté de justice sociale des fermiers et des ouvriers pauvres. Il représentait l'extrême gauche du militarisme. Les défenseurs de la révolution « socialiste » de Fumimaro Konoe (idées socialistes et populistes trouvant écho chez les fermiers pauvres, les pêcheurs, et les ouvriers de l'industrie), se sont opposés aux militaristes de « droite » représentés par Senjūrō Hayashi, du même « groupe révolutionnaire ». Plus tard, Hashimoto a reçu la protection politique de Kiichirō Hiranuma un autre homme politique de droite lié à la Marine impériale japonaise.
Hashimoto a plus tard été élu à la chambre des représentants, et est devenu vice-président de la diète du Japon. Le parti de la jeunesse du grand Japon, sous son commandement, avait pour but de diriger l'endoctrinement nationaliste et militariste des jeunes durant la guerre. Hashimoto avait ainsi un poste comparable à celui de Baldur von Schirach et d'Arthur Axmann, chefs des jeunesses hitlériennes pendant la guerre.
Il fut impliqué dans l'incident du Panay et était un ardent défenseur des politiques agressives au cours de la deuxième guerre sino-japonaise. Il fut condamné à la prison à perpétuité par le tribunal militaire international pour l'Extrême-Orient et emprisonné dans la prison de Sugamo.